# 船帆座X
船帆座X是一個強大的電波脈衝源，也與一個很強的100MeVγ射線源有關聯，並且還是烏呼魯衛星的一個較弱的X射線源，4U 0833-45。
它是獨立的，不可以和食聯星的船帆座X-1，也稱為4U 0900-40和超巨星HD 77581，混淆在一起。
兩個天體都有高度的本質性質，和受到廣泛的研究。